# Andrzej Klimaszewski
Andrzej Klimaszewski, född den 26 november 1954 i Poznań, Polen, är en polsk kanotist.
Han tog bland annat VM-silver i K-4 10000 meter i samband med sprintvärldsmästerskapen i kanotsport 1978 i Belgrad.